# Évelyne Thomas
Cet article possède un paronyme, voir Evelyn Thomas.
Pour les articles homonymes, voir Thomas.
Évelyne Suzanne Thomas  , prononcé [tomas], née le 10 janvier 1964 à Périgueux, est une journaliste et animatrice de télévision française, principalement connue pour l’animation de l'émission C'est mon choix sur France 3 de 1999 à 2004.

## Biographie

### Formation
Évelyne Thomas est diplômée d'un DEA en droit international.

### Carrière

#### Débuts
Elle commence sa carrière  dans la presse écrite, au quotidien Nord Matin comme chroniqueuse judiciaire pour les procès de cour d'assises de 1984 à 1986.
En 1986, elle rejoint la télévision comme reporter pour le journal journal télévisé de l'antenne régionale FR3 Nord-Pas-de-Calais. On lui confie la présentation d'un magazine de tendances, Les doigts dans la prise, puis le journal télévisé régional en début de soirée à partir de 1988.
En 1992, elle rejoint France 3 Paris Île-de-France Centre et présente l'édition régionale du 19/20. Elle présentee également des soirées électorales, De qui se moque-t-on?, un magazine de consommation et Emploi du temps, un magazine sur l'emploi.
En 1996, elle arrive sur TF1 et présente un talk-show quotidien, Évelyne , arrêté au bout de trois mois.
L'année suivante, elle mène des enquêtes sur les sectes et la médecine naturelle pour Envoyé spécial. En 1998, elle présente et produit le magazine 7 en France sur TPS. En 1999, elle coprésente plusieurs émissions sur France 3 : Mon auto et moi, magazine hebdomadaire sur les automobilistes  avec Alexandre Debanne et Denis Astagneau, et Pourquoi, comment, magazine bimensuel d'infodivertissement en prime-time avec Sylvain Augier.

#### Consécration avec  le talk showC'est mon choixsur France 3
À partir du 22 novembre 1999, Évelyne Thomas présente C'est mon choix sur France 3 du lundi au vendredi à 13 h 55. L'émission  produite par Réservoir Prod, la société de  Jean Luc Delarue, connait un grand succès la fait connaître du grand public. Le programme réussit à rajeunir le public de la chaîne en créant un véritable engouement populaire pour les témoignages d'anonymes et pour son animatrice. 
C'est mon choix est renforcée sur la grille de France 3. L'émission est aussi programmée en semaine à 20 h 20, le week-end, et pour des soirées spéciales à 20 h 50. Mais l'émission essuie de nombreuses critiques de la presse, qui la juge racoleuse et sensationnaliste. Le programme provoque même un débat à l'Assemblée nationale puis une mise en demeure du CSA.
Parallèlement à C'est mon choix, elle présente  en première partie de soirée sur France 3, d'autres émissions produite par Réservoir Prod : Au nom des autres, Des vies d'exception, Symphonic Show.

#### Arrêt deC'est mon choix
Après cinq ans de diffusion, et malgré de bonnes audiences, l'émission s'arrête le 18 juin 2004 pour cause de désaccord entre Évelyne Thomas et Jean-Luc Delarue. Elle attaque en justice et fait condamner à des dommages et intérêts Réservoir Prod, la société de l'animateur, qui diffuse des anciens numéros de C'est mon choix sans son accord.
Selon Évelyne Thomas, sa décision de créer sa propre société de production sur le conseil de son compagnon de l'époque ne fut pas appréciée par Jean-Luc Delarue et fut à l'origine de l'arrêt de l'émission. Selon son compagnon C'est mon choix avait fonctionné un an en coproduction et c'est France 3 qui décida de ne pas reconduire l'émission.
Selon d'autres sources, l'émission a été supprimée à la suite de son intention de participer en tant que coproductrice aux décisions concernant l'émission.
De 2003 à 2004, elle produit et anime l'émission de radio On l'a vu à la télé consacrée aux médias, tous les jours à 10h à 12 h sur RMC.

#### Traversée du désert
À la rentrée 2004, Évelyne Thomas coanime trois émissions de Combien ça coûte ? avec Jean-Pierre Pernaut sur TF1. 
TF1 lui confie en 2005 l'animation de l'émission C'était mieux hier ? coproduite par Pascal Bataille et Laurent Fontaine, mais ce divertissement mélangeant des images d'archives et des séquences en plateau ne fait pas recette et ne connaît qu'un seul numéro le 2 février 2005 avec une part de marché de 21,6 %[réf. nécessaire].
À partir de novembre 2005, elle produit, toujours sur TF1, une émission de téléréalité appelée Starting Over : départ pour une vie meilleure. Cette émission met en scène des femmes qui veulent changer de vie. L'émission ne trouve pas son public et Évelyne Thomas quitte la chaîne à la fin de l'année.
Elle arrive ensuite sur RTL9 où elle présente du 6 novembre 2006 au 1er décembre 2006 un talk-show baptisé Chacun sa place !.
Elle tient ensuite une page courrier des lecteurs jusqu'en mai 2007 dans le quotidien France-Soir.
En 2009 elle fait son retour à la télévision sur Direct 8 avec le magazine de société Y'a une solution à tout!, sans parvenir à trouver son public, l'émission est arrêtée au bout de trois mois. L'audience fut triplée passant de 30 000 à 90 000 auditeurs avec des pointes à 130 000 auditeurs. Annoncée ensuite en prime-time toujours sur Direct 8 puis en projet avec Endemol France, il n'en sera rien et la chaîne se sépare d'elle.
En janvier 2011,  sept ans après l'arrêt de C'est mon choix, Évelyne Thomas revient sur France 3 où elle est chroniqueuse dans une émission de la mi-journée Midi en France présentée par Laurent Boyer. Elle part à la rencontre d'habitants de villes françaises chaque semaine. En septembre 2011, France 3 lui demande de revenir quotidiennement et en direct sur le plateau au côté de Laurent Boyer et de toute l'équipe.
Pendant les étés 2011 et 2012, Évelyne Thomas présente une émission de radio matinale sur RTL, avec Évelyne & News, qui mêle info, musique et jeux de 5 h à 6 h et dont l'audience augmente de 26 %[réf. nécessaire].
En juin 2013, elle arrête Midi en France pour se consacrer à un Dimanche en France.
Le 8 mars 2017, lors de la Journée internationale des droits des femmes, elle présente exceptionnellement en direct sur C8 l'émission Touche pas à mon poste ! rebaptisée pour l'occasion Touche pas à ma meuf ! (le pari lui a été lancé par Cyril Hanouna deux jours avant alors qu'elle est l'invitée de TPMP). Elle remplace donc ce dernier qui participe à l'émission en tant que chroniqueur, en lieu et place de l'habituel "expert média".
Dès le 10 avril 2018, elle présente l'émission Snapped : Les Femmes Tueuses, sur la chaine Chérie 25,,

#### Retour deC'est mon choix
Chérie 25 annonce la reprise de l'émission pour fin 2015 sur son antenne avec Évelyne Thomas comme présentatrice, dont les premières émissions sont tournées à la fin de l'été 2015 pour une diffusion à partir du 2 novembre 2015. Cependant l'émission s'arrête le 2 novembre 2017 soit deux ans jour pour jour après sa réapparition.  
En novembre 2019, Evelyne Thomas anime une émission de coaching intitulée Chérie s'occupe de vous. Elle sera cependant vite arrêtée faute d'audience.
NRJ 12 annonce la diffusion d'épisodes inédits de l'émission à partir de septembre 2020, mais ce ne sont finalement pas des inédits qui sont diffusés.

#### Depuis 2020
En 2020-2021  elle présente Evelyne Thomas sur la chaîne Non Stop People.
En 2023-2024, elle est ponctuellement chroniqueuse dans Touche pas à mon poste ! sur C8.

## Divers
En 2003, elle est choisie par le Comité des maires de France, qui distribue chaque année des Marianne d'or, à des élus méritants, pour servir de modèle à un buste de Marianne sculpté par Daniel Druet.
En 2004, elle joue son propre rôle dans le film Podium de Yann Moix.
En 2004, elle est choisie pour un spot publicitaire pour une crème colorante de Garnier.
En 2014, elle participe en tant que candidate à l'émission Fort Boyard, sur France 2.

## Vie privée
Elle a une fille, Lola, née en 2001, qu'elle a eue avec Christophe Aigrisse,.

## Détail des activités

### Télévision
- 1986-1989 : (FR3 Nord-Pas-de-Calais) : reporter
- 1989 : Les Doigts dans la prise (FR3 Nord-Pas-de-Calais) : présentatrice
- 1988-1992 : journal télévisé régional de 19 h 10  (FR3 Nord-Pas-de-Calais)
- 1992-1995 : journal télévisé régional 19/20h (France 3 Paris Île-de-France Centre)
- 1993 : De qui se moque-t-on ? (France 3 Paris Île-de-France Centre)
- 1994 : Droit de suite (France 3)
- 1994 : Emploi du temps France 3
- 1996- 1997 : Évelyne (TF1)
- 1998 : 7 en France (TPS)
- 1999 : Mon auto et moi (France 3)
- 1999 : Pourquoi, comment (France 3)
- 1999-2004 : C'est mon choix (France 3)
- 2001 : Au nom des autres (France 3)
- 2002 : Des vies d'exception (France 3)
- 2003 : Symphonique Show (France 3)
- 2004-2005 : Combien ça coûte ? (TF1) : coprésentation avec Jean-Pierre Pernaut
- 2005 : C'était mieux hier ? (TF1)
- 2006 : Chacun sa place ! (RTL9)
- 2009 : Y'a une solution à tout (Direct 8)
- 2011-2013 : Midi en France (France 3) : chroniqueuse
- 2015-2017 : C'est mon choix (Chérie 25)
- 2017 : Touche pas à ma meuf !  (C8)
- 2018 : Être une femme, les grands entretiens (Chérie 25)
- Depuis 2018 : Snapped (Chérie 25)
- 2019 : Chérie s'occupe de vous (Chérie 25)
- 2020-2021 : Evelyne Thomas (Non Stop People)
- 2023 : Touche pas à mon poste ! (C8) : chroniqueuse
- 2023 : PAF (C8) : chroniqueuse

### Radio
- 2003 à 2004 : On l'a vu à la télé (RMC)
- Étés 2011 et 2012 : Évelyne & News (RTL)